# 로버트 모스
로버트 모스(영어: Robert Morse, 1931년 5월 18일~2022년 4월 20일)는 미국의 배우, 음악가이다.

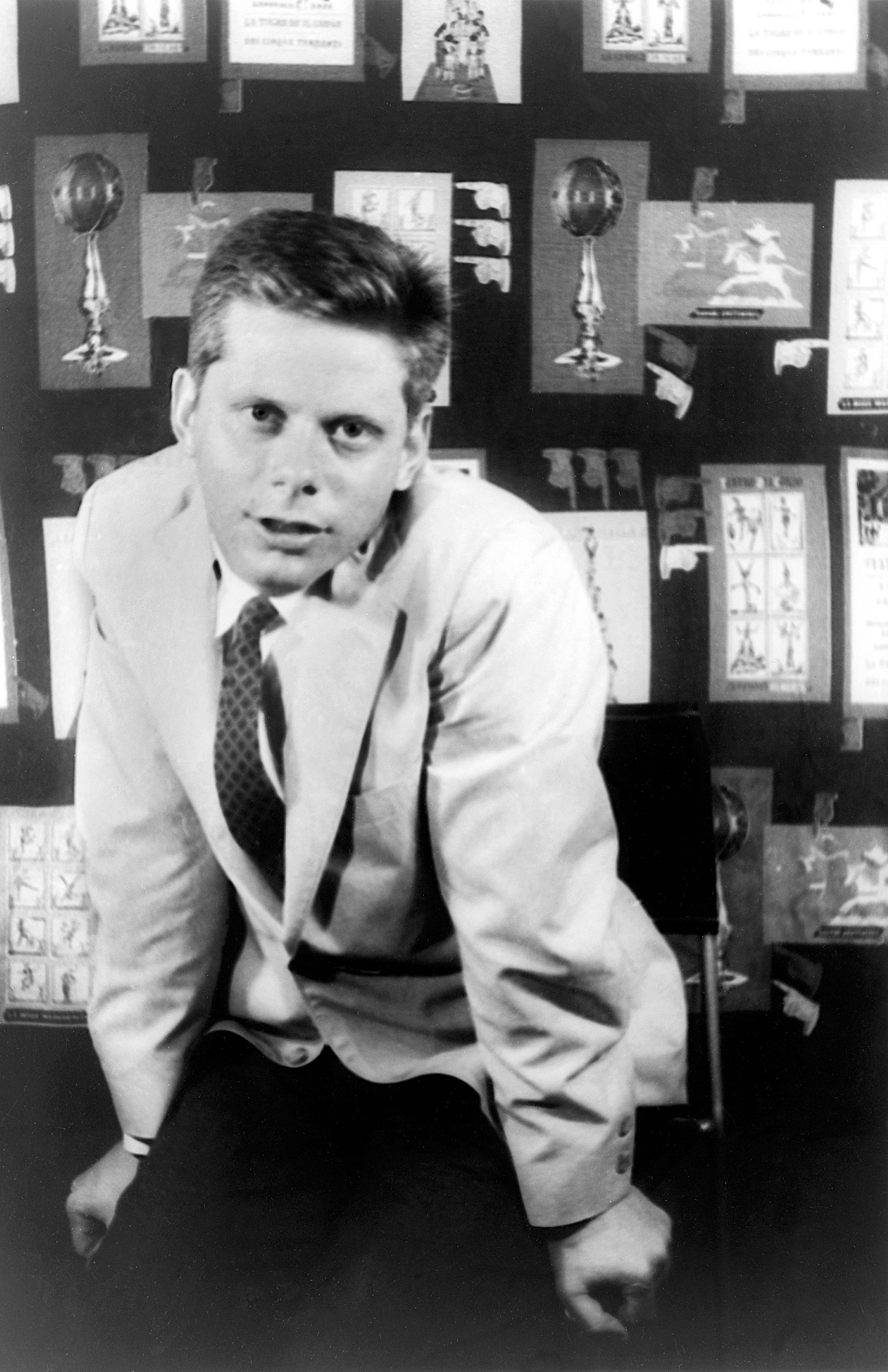
1958년, 칼 반 베흐텐이 촬영한 로버트 모스

## 출연 작품

### 영화
- 레드(2010년)
- 인크레더블 헐크(2008년)
- 몬스터 가족 미국에 오다(1995년)
- 와일드 팜(1993년)
- 벌거벗은 임금님(1987년)
- 원초적 살인(1984년)
- 스팅스트 맨 인 타운(1978년)
- 해안 경비대(1970년)
- 웨어 워 유 웬 더 라이트 웬 아웃?(1968년)
- 가이드 포 더 메리드 맨(1967년)
- 성공시대(1967년)
- 러브드 원(1965년)
- 더 카디널(1963년)

### 텔레비전
- 매드맨 (2007-15) - 버트럼 쿠퍼 역